# Delegações da Tunísia

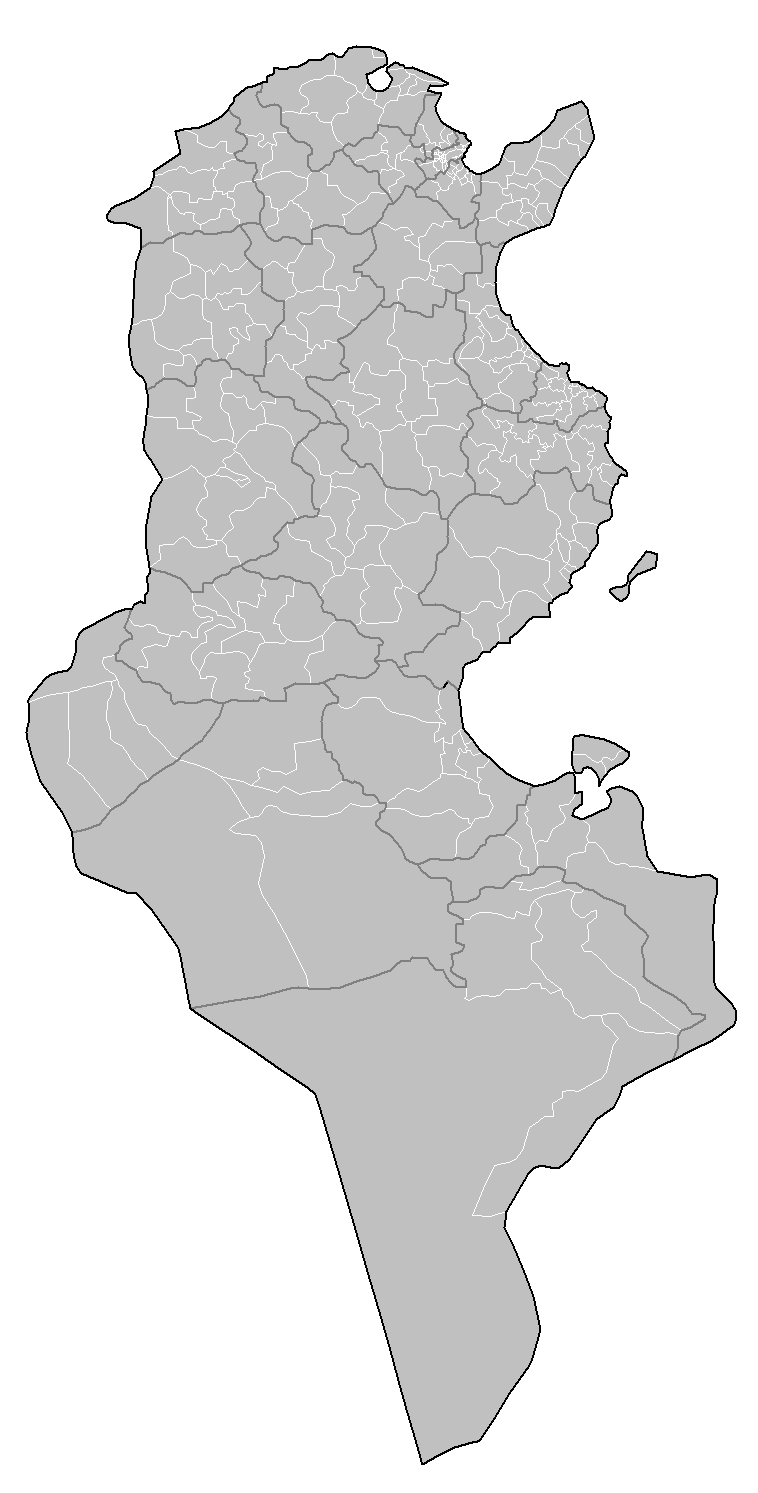
Delegações da Tunísia

As delegações ou distritos são o segundo nível de divisões administrativas da Tunísia, entre as províncias e os setores (imadats). 
As 24 províncias da Tunísia estão subdivididas em 264 delegações ou distritos (mutamadiyat) que, por sua vez, subdividem-se em 2073 setores. As delegações são ainda subdivididas em municípios (shaykhats).
As delegações da Tunisia, por província, são:

## Ariana
Delegações de Ariana:
- Ariana Medina
- Ettadhamen
- Kalaat El Andalous
- Mnihla
- Raoued
- Sidi Thabet
- Soukra

## Béja
Delegações de Béja:
- Amdoun
- Beja North
- Beja South
- Goubellat
- Mejez El Bab
- Nefza
- Teboursouk
- Testour
- Thibar

## Ben Arous
Delegações de Ben Arous:
- Ben Arous
- Boumhel
- El Mourouj
- Ezzahra
- Fouchana
- Hammam Chott
- Hammam Lif
- M'Hamdia
- Medina Jedida
- Megrine
- Mornag
- Rades

## Bizerte
Delegações de Bizerte:
- Bizerte North
- Bizerte South
- Djoumime
- El Alia
- Ghar El Melh
- Ghezala
- Mateur
- Menzel Bourguiba
- Menzel Jemil
- Ras Jebel
- Sejenane
- Tinja
- Utique
- Zarzouna

## Gabès
Delegações de Gabès:
- Gabes Medina
- Gabes West
- Gabes South
- Ghannouch
- Hamma
- Mareth
- Matmata
- New Matmata
- Menzel Habib
- Metouia

## Gafsa
Delegações de Gafsa:
- Belkhir
- Gafsa North
- Gafsa South
- Guetar
- Ksar
- Mdhilla
- Metlaoui
- Oum Larais
- Redeyef
- Sened
- Sidi Aich

## Jendouba
Delegações de Jendouba:
- Ain Draham
- Balta
- Bousalem
- Fernana
- Ghardimaou
- Jendouba
- Jendouba Nord
- Oued Mliz
- Tabarka

## Kairouan
Delegações de Kairouan:
- Alaa
- Bouhajla
- Chebika
- Chrarda
- Haffouz
- Hajeb El Ayoun
- Kairouan North
- Kairouan South
- Nasrallah
- Oueslatia
- Sbikha

## Kasserine
Delegações de Kasserine:
- Ayoun
- Ezzouhour
- Feriana
- Foussana
- Hassi El Ferid
- Hidra
- Jedeliane
- Kasserine Norte
- Kasserine Sul
- Majel Belabbes
- Sbeitla
- Sbiba
- Thala

## Kebili
Delegações de Kebili:
- Douz North
- Douz South
- Faouar
- Kebili North
- Kebili South
- Souk El Ahed

## Kef
Delegações de Kef:
- Dahmani
- Es Sers
- Jerissa
- Kalaa Khasbat
- Kalaat Senane
- Kef East
- Kef West
- Ksour
- Nebeur
- Sakiet Sidi Youssef
- Tajerouine

## Mahdia
Delegações de Mahdia:
- Boumerdes
- Chebba
- Chorbane
- El Djem
- Hbira
- Ksour Essef
- Mahdia
- Melloulech
- Ouled Chamekh
- Sidi Alouane
- Souassi

## Manouba
Delegações de Manouba:
- Borj El Amri
- Douar Hicher
- El Battan
- Jedaida
- Manouba
- Mornaguia
- Oued Ellil
- Tebourba

## Medenine
Delegações de Médenine:
- Ben Guerdane
- Beni Khedache
- Djerba Ajim
- Djerba Midoun
- Houmt Souk
- Medenine North
- Medenine South
- Sidi Makhlouf
- Zarzis

## Monastir
Delegations of Monastir:
- Bekalta
- Bembla
- Beni Hassen
- Jammel
- Ksar Hellal
- Ksibet El Mediouni
- Moknine
- Monastir
- Ouerdanine
- Sahline
- Sayada-Lamta-Bou Hjar
- Teboulba
- Zeramdine

## Nabeul
Delegações de Nabeul:
- Beni Khalled
- Beni Khiar
- Bou Argoub
- Dar Chaabane El Fehri
- El Mida
- Grombalia
- Hammam Ghezaz
- Hammamet
- Haouaria
- Kelibia
- Korba
- Menzel Bouzelfa
- Menzel Temime
- Nabeul
- Soliman
- Takelsa

## Sfax
Delegações de Sfax:
- Agareb
- Bir Ali Ben Khelifa
- El Amra
- El Ghraiba
- Hencha
- Jebeniana
- Kerkennah
- Mahres
- Menzel Chaker
- Sakiet Eddaier
- Sakiet Ezzit
- Sfax Medina
- Sfax West
- Sfax South
- Skhira

## Sidi Bouzid
Delegações de Sidi Bouzid:
- Bir El Hfay
- Jelma
- Mazzouna
- Meknassi
- Menzel Bouzaiene
- Ouled Haffouz
- Regueb
- Sabalat Ouled Asker
- Sidi Ali Ben Aoun
- Sidi Bouzid East
- Sidi Bouzid West
- Souk Jedid

## Siliana
Delegações de Siliana:
- Bargou
- Bouarada
- Bourouis
- El Krib
- Gaafour
- Kesra
- Makthar
- Rouhia
- Siliana Norte
- Siliana Sul

## Sousse
Delegações de Sousse:
- Akouda
- Bouficha
- Enfidha
- Hammam Sousse
- Hergla
- Kalaa Kebira
- Kalaa Sghira
- Kondar
- M'Saken
- Sidi Bou Ali
- Sidi El Heni
- Sousse Jaouhara
- Sousse Medina
- Sousse Riadh
- Sousse Sidi Abdelhamid

## Tataouine
Delegações de Tataouine:
- Bir Lahmar
- Dhiba
- Ghomrassen
- Remada
- Samar
- Tataouine North
- Tataouine South

## Tozeur
Delegações de Tozeur:
- Degueche
- Hazoua
- Nefta
- Tamaghza
- Tozeur

## Tunis
Delegações de Túnis:
- Bab Bhar
- Bab Souika
- Bardo
- Bouhaira
- Carthage
- El Khadra
- El Menzah
- El Ouardia
- El Tahrir
- Ezzouhour
- Hrairia
- Jebel Jelloud
- Kabaria
- La Goulette
- La Marsa
- Le Kram
- Medina
- Omrane
- Omrane Superieur
- Sidi El Bechir
- Sidi Hassine
- Sijoumi

## Zaghouan
Delegações de Zaghouan:
- Bir Mchergua
- Fahs
- Nadhour
- Saouaf
- Zaghouan
- Zriba